# Cistas da Portela do Gorgulão
Die Cistas da Portela do Gorgulão waren zwei Steinkisten am Ende einer Stichstraße nahe der Straße En 103, östlich von Villa da Ponte, südwestlich von Montalegre und des Stausees Barragem do Alto Rabagão im Distrikt Vila Real im äußersten Norden von Portugal, von denen angenommen wird, dass sie für Erwachsene bestimmt waren. 
Die nicht mehr existente erste Steinkiste war ein Einzelgrab aus lokalen Granitplatten mit einer Höhe von etwa 0,5 Metern und 1,5 Metern Länge. Es wurde 1931 während landwirtschaftlicher Arbeiten an dem Ort gefunden. Es barg drei fragmentierte Keramikgefäße. 
Die zweite Kiste von Gorgulão, die eine Keramik enthielt, wurde 1994 gefunden, als ein Gebäude errichtet wurde. Ihre Seitenplatten sind 2,27 Meter lang. Eine von ihnen ist zerbrochen. Die beiden Platten, die die Kiste bedeckten, sind unregelmäßig geformt und etwa 0,9 Meter lang und 1,06 Meter breit. Das Denkmal wurde etwa 20 Meter vom ursprünglichen Standort entfernt im Garten des „Restaurante A Cista“ aufgestellt.